# Exó

En el procés d'empalmament de l'ARN, els introns s'eliminen i els exons es connecten.

En un gen, un exó és cada un dels segments d'ADN que es transcriuen i no són eliminats en la maduració de l'ARN missatger ARNm. No tots els exons contenen informació codificadora per proteïnes, perquè les UTRs 5' i 3' hi estan incloses. Es contraposen als introns, que no contenen informació codificadora i sí que són eliminats durant la maduració. El conjunt d'exons en un genoma s'anomena exoma.
Cada gen d'un organisme eucariota sol tenir 5 o 6 exons, flanquejats per introns. Com a exemple, s'acostuma a dir que un gen és com una pàgina de text d'un llibre en la qual només uns paràgrafs (els exons) tenen informació, mentre els altres paràgrafs (els introns) és una seqüència no codificant, ADN escombraries. Per poder recuperar la informació cal (mitjançant el procés de maduració de l'ARN) eliminar els paràgrafs que no s'expressaran (introns). Els exons estan envoltats d'una seqüència específica que delimita els introns dels exons i que és reconeguda per un complex proteic que s'encarrega de separar-los durant la maduració de l'ARN missatger (splicing). Un cop s'han eliminat els introns, els exons es tornen a unir entre si, aconseguint-se el trànscrit primari, a partir del qual es farà en últim terme la traducció, o síntesi proteica.
Es considera que l'existència d'introns pot haver estat un motor evolutiu, ja que permetria que hi hagués zones a l'interior dels gens susceptibles de recombinar fàcilment. A més, mitjançant l'splicing alternatiu (un mecanisme de recombinació durant la maduració de l'ARN que permet que en tornar-se a unir els exons, es puguin unir en diferent ordre i nombre dels que hi havia a la seqüència original d'ADN) s'aconsegueix crear moltes proteïnes diferents a partir d'un sol gen. La proteòmica s'encarrega d'estudiar aquest complex fenomen.